# 埃爾代克

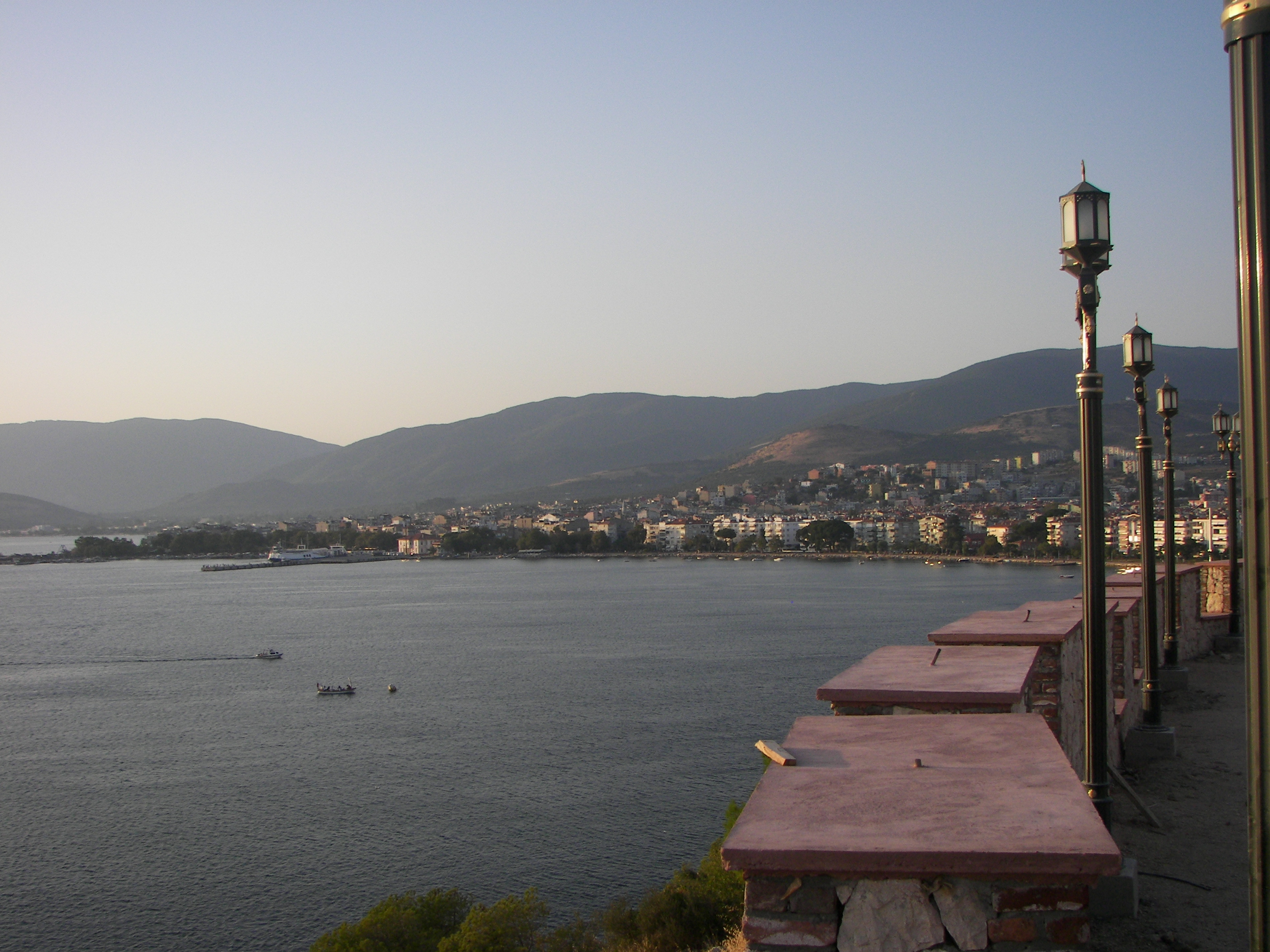
埃爾代克

埃爾代克是土耳其的城鎮，由巴勒克埃西爾省負責管轄，位於該國西北部，距離伊斯坦堡120公里，面積333平方公里，該鎮是旅遊勝地，2008年人口21,660。

## 外部連結
- Erdek.com（页面存档备份，存于）
- About Erdek （页面存档备份，存于） Erdek ,restaurant,otel,maps,motel,information content.
- Erdek Tourism Tourism page with interactive map and panorama videos.
- Erdek Oteller Pansiyonlar （页面存档备份，存于）
- Erdek Hotel （页面存档备份，存于）